# 216757 Vasari
216757 Vasari è un asteroide della fascia principale. Scoperto nel 2005, presenta un'orbita caratterizzata da un semiasse maggiore pari a 3,1175210 UA e da un'eccentricità di 0,0898138, inclinata di 10,71817° rispetto all'eclittica.
È dedicato al celebre pittore Giorgio Vasari.